# Hanson Robotics
Hanson Robotics Limited este o companie de inginerie și robotică cu sediul în Hong Kong. A fost fondată de David Hanson în 2007, în Dallas. Este cunoscută pentru dezvoltarea roboților de tip uman cu inteligență artificială pentru aplicații de consum, divertisment, servicii, asistență medicală și cercetare. Printre roboți se numără Albert HUBO, primul robot mergător cu expresii asemănătoare omului; BINA48, un robot interactiv umanoid și Sophia, primul cetățean robot din lume. Compania are 45 de angajați.